# Arachniotus aurantiacus
Arachniotus aurantiacus är en svampart som först beskrevs av Kamyschko, och fick sitt nu gällande namn av Arx 1971. Arachniotus aurantiacus ingår i släktet Arachniotus och familjen Gymnoascaceae.   Inga underarter finns listade i Catalogue of Life.